# しれとこ丸
しれとこ丸は、日本沿海フェリーが運航していたフェリー。

## 概要
日本沿海フェリーの第一船として金指造船所で建造され、1972年4月27日、東京 - 苫小牧航路に就航。塗装デザインは白を中心に胴体下部に水色と中央に赤色の「日本沿海フェリー」のロゴを入れ、ファンネルマークは橙一色とした。建造計画当初は「しれとこ」の仮名が付けられていた。
2代目えりも丸の就航により、1989年に引退した。
その後、海外売船され、ギリシャのミノアンラインズでN.KAZANTZAKISとして就航した。2001年にPacific Cruisesに売却されMING FAI PRINCESSとなり、さらに2007年に大都會郵輪集團（Metropolis Cruise）へ売却されMETROPOLIS（大都會）と改名して香港でカジノ船として就航している。その後2021年にインドへ回航されスクラップとなった。

## 設計
船体は上層から船橋甲板、A・B・C・D・E・G甲板となっており、船橋甲板が操舵室と乗組員区画、A・B甲板が旅客区画、C甲板からG甲板が車両搭載区画となっていた。ランプは右舷の船首と船尾に設置されていたが、ランプが接続するE甲板はスキップフロアとなっていたため、その部分の上下にあたるC甲板とF甲板の一部は階高の低い乗用車区画となっていた。煙突は並列配置ながら中央にまとめて設置され、外観の特徴となっている。Aデッキの船首方にはラウンジが設けられ、外周を遊歩甲板が一周していた。
海外売船後はランプが撤去され、最上層に船室を増設するなど改造を受けている。
構造は貨客の両面を重視した形となっており、ダンスホールやドリンキングコーナーや特別食堂を配して旅客への配慮も意識されていた。また各客室にはカラーVTRも設置された。
車両甲板には日本のフェリーで初の車両用エレベーターを装備し、最大積載量20トンで下部G甲板への積み込み用に用いられた。
1977年1月から3月には、1971年の車両制限令緩和による高さ3.8m級車両への対応を図るべく川崎重工業にて貨物車スペースのD甲板斜路付近の天井嵩上げ改装を行い高さ3.75mまでの車両に対応させ、56名分の客室は倉庫に転用された。この他船体の12.7m延長を行いシャーシ15台の積載量増加を図る計画もあったが、速力低下のデメリットや残存耐用年数と主機の状態を勘案し廃案となっている。

### 船室
- 特等旅客室 - 3名6室[7]
- 一等旅客室（洋室） - 2段ベッド
  - 2名15室、4名8室、6名10室[7]
- 特二等旅客室 - 洋室22室・和室6室計206名[1]
- 二等旅客室（和室） - 5室計365名[1]
- ドライバーズルーム（洋室） - 1室50名[1]

### 船内設備
船首寄りの一部は特等・一等室を配置し上等客専用区画とした。
A甲板
- 一等船室（洋室2人×9室、4人×8室）
- 特二等船室（洋室6人×22室、和室7名×2室）
- ラウンジ[10]（特等・一等客専用）
- グリル
- ダンスホール[10]・ドリンキングコーナー
- ゲームコーナー[10]
- ビアホール
- ダイニングサロン - 南欧風の雰囲気とした[10]。

B甲板
- 二等船室[10]（42名×2室、60・76・145名各1室）
- 特二等船室（6名×5室、和室10名×4室）
- 一等船室（6名×10室、2名×6室）
- 特等船室（3名×6室）[10]
- ドライバーズルーム（50名×1室）[10]
- レストラン - アメリカ風の明るい雰囲気とした[10]。
- 売店[10]
- 案内所[10]
- エントランスホール - 北海道の大自然をイメージした装飾を施した[10]。
- 浴室（全客共用大浴場・小浴場各1組、特等・一等客専用室1組）
- シャワー室
- スモーキングルーム[10]

## 事故・インシデント

### 荒天下での行方不明
1975年2月21日、東京港から苫小牧港へ向かっていた本船が、低気圧の接近による大荒れの中、24時間にわたって行方不明となる事件が発生した。本船は金華山沖を航行中の21日20時ごろ「大時化のため進路を変えるので到着は5時間ほど遅れる」との連絡を最後に消息を絶ち、通報を受けた海上保安庁の巡視船艇が捜索した結果、翌22日20時ごろ、無事航行中であるとの連絡が入り、無事が確認された。苫小牧港へは32時間45分遅れで到着した。
行方不明となった原因は、本船の通信設備が貧弱で交信範囲外へ出てしまったためである。当時の船舶安全法では航海区域を沿海区域（陸から20海里以内）とする船舶の場合、大型客船であっても無線電信（モールス通信）を近距離用の無線電話で代替可能とする例外規定が設けられており、本船では到達距離が30海里程度の沿岸VHF無線電話および国際VHF無線電話を装備していた。本船の行方不明事件を受けて運輸省は長距離フェリーへの中波無線電信の装備および通信士の乗船など行政指導を行い、日本旅客船協会へ運航管理の強化を指示した。